# Rolls-Royce Phantom Coupé
Rolls-Royce Phantom Coupé er en luksus coupé fra den britisk bilfirma Rolls-Royce, der debuterede i 2008 ved Geneva International Auto Show i Geneve, Schweiz, den 6. 2008. Den ar baseret på Rolls-Royce Phantom fra 2003, og stylingen er stærkt inspireret af Rolls-Royce 100EX, en konceptbil, der blev fremvist ved firmaets 100-års jubilæum i 2004. Interiøret inkludere læder og træfiner. Der er en knap til at lukket selvmordsdørene.
Phantom Coupe har den samme 6.75 L V2 motor, der findes i anre Phantom-modeller, der giver 338 kW (453 hk) og 720 720 N·m torque.

## Modtagelse
Phantom Coupé blev hovedsageligt positivt modtaget af anmeldere. Det britiske tv-show Top Gear gav bilen 9/10 i performance, 10/10 for kvalitet, 9/10 og 9/10 for design, men kritiserede den høje pris.